# Šiptar
Šiptar je egzonimski, odnosno slovenizovani oblik albanskog izvornog endonima, odnosno etnonima Shqiptar („Šćiptar“), kojim etnički Albanci (alb. Shqiptarët — Šćiptaret — „Šćiptari“) sami sebe nazivaju. Usled negativne konotacije, termin „Šiptari“ se smatra uvredljivim u srpskom, makedonskom i drugim južnoslovenskim jezicima.

## Opšta upotreba
U stručnoj literaturi, pojam „Šiptari“ je kao naziv za etničke Albance upotrebljavan već tokom 19. veka, bez negativnih konotacija. Hrvatski franjevac Andrija Vukičević je 1895. godine ukazao na pojam „Šiptari“ u sklopu izlaganja o mogućim vezama između savremenih etničkih Albanaca i pojedinih antičkih naroda, među kojima je bilo i pleme Scirtari. Srpski etnolog Jovan Hadži-Vasiljević je 1930. godine zabeležio da etnički Albanci vole kada se nazivaju Šiptarima, ali negoduju ako ih neko naziva Arnautima.
Tokom Drugog svetskog rata u Jugoslaviji (1941—1945), naziv „Šiptari“ se počeo i službeno upotrebljavati od strane organa Komunističke partije Jugoslavije i Narodnooslobodilačkog pokreta Jugoslavije, dok su starinski nazivi „Arbanasi“ i „Arnauti“ do tog vremena već uveliko počeli da izlaze iz upotrebe. Organi KPJ i NOPJ su za susednu državu Albaniju često upotrebljavali i naziv „Šipnija“ (Shqipnia — „Šćipnija“) ili „Šiperija“ (Shqipëria — „Šćiperija“), dok su starinski nazivi „Arbanija“ i „Arnautluk“ još ranije izašli iz upotrebe. Službenom upotrebom imena „Šiptari“ za narod i „Šipnija“ za državu htelo se izaći u susret izvornoj upotrebi ovih pojmova u cilju unapređivanja međusobnih odnosa i stvaranja što neposrednijih veza između komunističkih partija i oslobodilačkih pokreta u Jugoslaviji i Albaniji.
Neposredno po završetku rata, u vreme pregovora između rukovodstava Jugoslavije i Albanije o stvaranju zamišljene „Balkanske Federacije“, koji su vođeni sve do 1948. godine, naziv „Šiptari“ je u Jugoslaviji nastavio da se koristi kao službena oznaka za albanski narod u celini, uključujući i pripadnike albanske manjine u tadašnjoj FNR Jugoslaviji, koja je najvećim delom živela na području novostvorene Autonomne Kosovsko-Metohijske Oblasti u sastavu tadašnje NR Srbije. Naziv „Šiptari“ je upotrebljavan službeno, bez negativnih konotacija, a u političkim govorima ga je koristio i Josip Broz Tito. Nakon Brionskog plenuma CKSKJ (1966) došlo je do značajnog zaokreta u odnosu jugoslovenskog partijskog i državnog vrha prema rešavanju pitanja o položaju albanske narodnosti u Jugoslaviji i ustavno-pravnom statusu AP Kosova i Metohije. Iskoristivši ovaj zaokret, albanski deo pokrajinskog rukovodstva je 1968. godine uspeo da se izbori za izbacivanje pojma „Metohija“ iz zvaničnog naziva autonomne pokrajine, a u isto vreme je zauzet i stav o neophodnosti prestanka službene upotrebe pojma „Šiptari“ i uvođenja pojma „Albanci“, čime se želela iskazati što neposrednija veza sa matičnom državom Albanijom.

## Pitanje negativne upotrebe
U samom albanskom jeziku, pojedini varijantni oblici naziva za sopstveni narod upotrebljavaju se i sa negativnim predznakom, u smislu pogrdnog, odnosno uvredljivog značenja. U sklopu socijalnog raslojavanja i diferencijacije, među urbanizovanim Albancima iz gradova je postojao običaj da se za sopstvene sunarodnike iz seoskih oblasti sa podsmehom kaže su „Šiptari“, a istovetno pogrdno značenje su imali i varijantni oblici „Šiptarhana“ i „Šiptarela“ koje su Albanci koristili među sobom. Iako je upotreba uvredljivih pojmova „Šiptarhana“ i „Šiptarela“ ostala ograničena na međusobnu komunikaciju samih Albanaca, ona je vremenom dovela do razvoja posebne vrste osetljivosti, koja se mehanizmom „transfera“ prenela i na „druge“ sa posebnim fokusom na upotrebu opšteg pojma „Šiptari“ od strane pripadnika drugih naroda.
Pomenuti proces je bio podstaknut nepovoljnim razvojem političke situacije, prvenstveno u ravni albansko-srpskih odnosa u bivšoj Jugoslaviji. Nakon nemira na Kosovu u proleće 1981. godine, došlo je do ubrzanog pogoršavanja srpsko-albanskih odnosa, koji su nakon 1990. godine prerasli u otvoreni politički, a kasnije i u oružani konflikt. U tom razdoblju, međuetnička netrpeljivost je dovela do sve češćeg pominjanja Albanaca u negativnom kontekstu, neretko uz ukazivanje na opasnost od stvaranja Velike Albanije. Usled sve izraženije radikalizacije, u delu javnosti je došlo do pojave govora mržnje, usmerenog prema albanskim političkim činiocima koji su se zalagali za otcepljenje Kosova i Metohije od Srbije i priključenje Albaniji. U to vreme, razni pojmovi koji su se odnosili na Albance često su upotrebljavani sa negativnim prizvukom, što nije ostalo bez posledica. Pojedini autori stoga smatraju da je termin „Šiptari“ postao politički nekorektan, pošto je opterećen teškim nasleđem iz vremena kosovske krize, dok drugi smatraju da je pojam „Šiptari“ postao ne samo nekorektan, već i uvredljiv, odnosno pogrdan, ne samo u srpskom, već i u makedonskom jeziku. Međutim, čak ni najoštriji kritičari upotrebe ovog pojma ne tvrde da je isti imao negativnu konotaciju u ranijim razdobljima, na primer u vreme kada je službeno upotrebljavan od strane Titovog režima.

## Literatura
- Барјактаровић, Мирко Р. (1950). „Двовјерске шиптарске задруге у Метохији”. Зборник радова Етнографског института. 1: 197—209.
- Белић, Александар, ур. (1959). Речник српскохрватског књижевног и народног језика. 1. Београд: Институт за српскохрватски језик САНУ.
- Biserko, Sonja (2007a). „Kosovska završnica” (PDF). Helsinška povelja: Bilten Helsinškog odbora za ljudska prava u Srbiji. 12 (103-104): 3—5.
- Biserko, Sonja (2007b). „Kosovska završnica”. Ka izgradnji održivog kosovskog društva (PDF). Beograd: Helsinški odbor za ljudska prava u Srbiji. стр. 107—113.
- Благојевић, Милош (2007). „Арбанаси у светлости настаријих српских извора” (PDF). Зборник Матице српске за историју. 75-76: 7—22.
- Богдановић, Димитрије (1985). Књига о Косову. Београд: Српска академија наука и уметности.
- Војиновић, Новица (1997). Срби и Шиптари од 7. до 20. вијека: Историјско-правна и политичка студија. Подгорица: Сабор Бјелопавлића.
- Војиновић, Новица (1999). Геноцид Шиптара над српским народом на Косову и Метохији од 16. до 21. вијека. Подгорица: Сабор Бјелопавлића.
- Vukičević, Andrija (1895). „Dalmacija i arbanaški jezik”. Starohrvatska prosvjeta. 1 (1): 42—45.
- Guzina, Dejan (2003). „Kosovo or Kosova – Could it be both? The Case of Interlocking Serbian and Albanian Nationalisms”. Understanding the War in Kosovo. London: Frank Cass Publishers. стр. 31—52.
- Димитријевић, Бојан Б. (2002). „Шиптарски оружани изазов комунистичким властима у Југославији 1945-1950” (PDF). Историја 20. века: Часопис института за савремену историју. 20 (2): 49—60.
- Жутић, Никола (2017). „Хрватско-шиптарска злоупотреба илирског имена”. Српска слободарска мисао. 18 (102): 3—27.
- Imami, Petrit (1998). Srbi i Albanci kroz vekove. Beograd: Radio B92.
- Јевтић, Мирољуб (1993). Шиптари и ислам. Прњавор: Графомотајица.
- Ljušić, Radoš (1998). „Kosovskim Srbima su veći neprijatelji bili Srbi komunisti nego Šiptari”. Argument: ilustrovani list. 5 (128): 5—7.
- Московљевић, Милош (1958). „Погрешна употреба неких назива”. Наш језик. 9 (1-2): 154—158.
- Momčilo, Pavlović (1998). „Kosovo i Metohija i Albanci (Šiptari) u Srbiji i Jugoslaviji 1944-1948” (PDF). Istorija 20. veka: Časopis Instituta za savremenu istoriju. 16 (2): 153—162.
- Павловић, Момчило (2001). „Албанци (Шиптари) у Србији и Југославији 1944-1991”. Косово и Метохија у великоалбанским плановима 1878-2000. Београд: Институт за савремену историју. стр. 133—174.
- Petranović, Branko (1991). Balkanska federacija 1943-1948. Šabac: Zaslon.
- Радомировић, Славица, ур. (2008). Шиптарски геноцид над Србима у 20. веку: Документа Архиве Епархије рашко-призренске и косовско-метохијске. Грачаница: Епархија рашко-призренска.
- Рељић, Митра (2012). „О пореклу и етнонимима Албанаца - Албанци и(или) Шиптари”. Истраживања српског језика на Косову и Метохији. 3 (2010). Београд: Филозофски факултет. стр. 161—171.
- Skok, Petar (1971). Etimologijski rječnik hrvatskoga ili srpskoga jezika. 1. Zagreb: Jugoslavenska akademija znanosti i umjetnosti.
- Tatomirović, Dragoljub (1993). Šiptari - narod od koga treba učiti. Beograd: Revija Detektiv.
- Хаџи-Васиљевић, Јован (1930). Скопље и његова околина: Историска, етнографска и културно политичка излагања. Београд: Штампарија Свети Сава.
- Џелетовић, Павле (1998). Ко су и шта хоће Шиптари. Београд: Богавац.

## Spoljašnje veze
- Пројекат Растко (2000): Димитрије Богдановић, Књига о Косову: Косово и албанска народност у новој Југославији</ref>
- Telegraf (2014): Zašto Albanci sebe zovu Šiptari: Sve misterije imena crnih orlova
- Telegraf (2018): Albanac došao u beogradski studio i poručio: Srbi, jednom za svagda shvatite zbog čega ne smete da nas zovete Šiptarima)